# Maangod

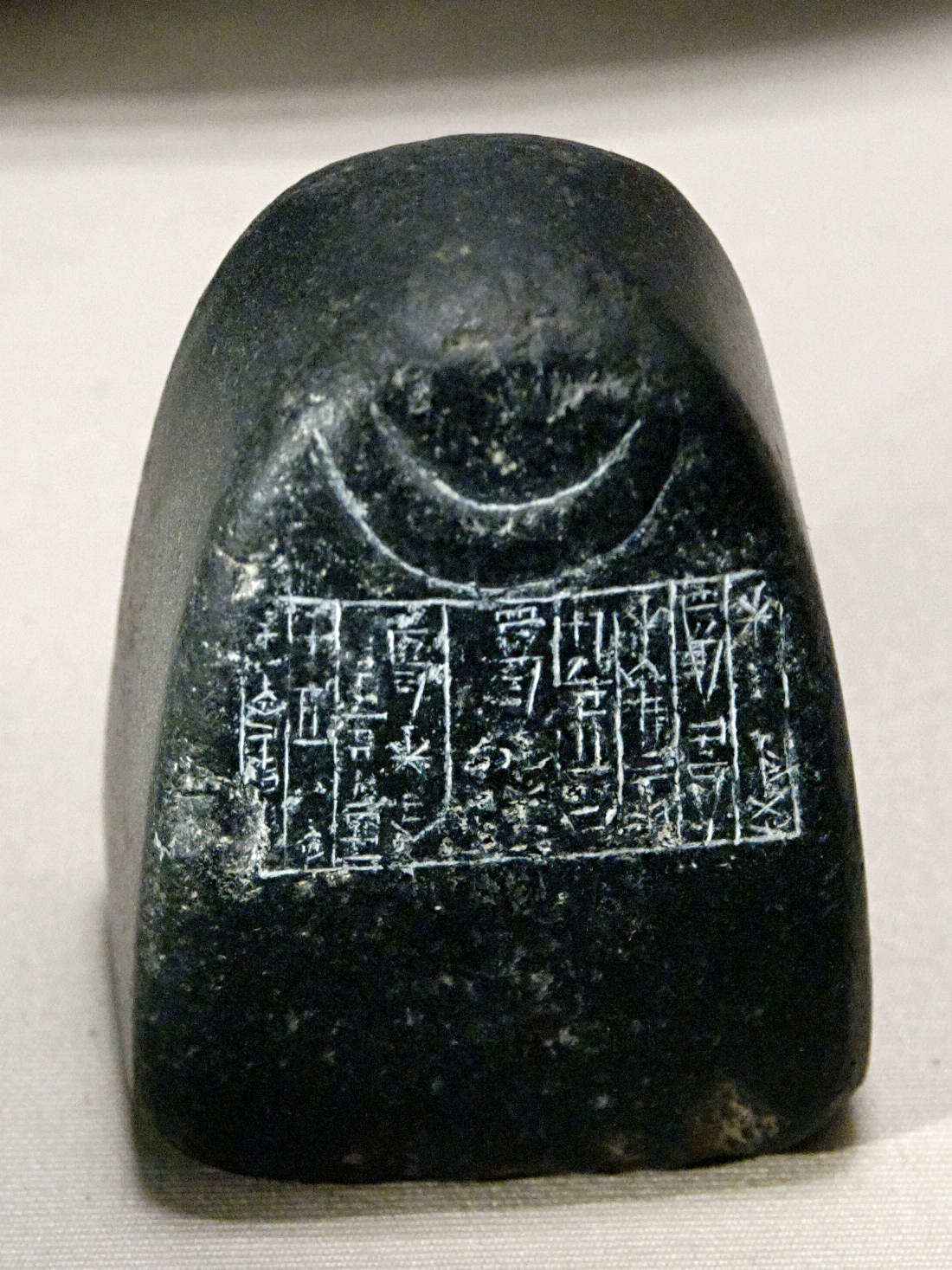
Een gewicht met het symbool van de wassende maan, gebruikt in de tempel van de maangod Nanna in Ur begin 21e eeuw v.Chr. -Louvre

Symbool van godinnentriade in wicca met schijngestalten van de maan

Een maangod of maangodin is een mythische of religieuze verpersoonlijking van de maan.
Maangoden komen voor in verschillende culturen:
- Mah in de Perzische mythologie
- Sin in de Babylonische mythologie
- Kushuh in de Hurritische mythologie
- Bendis in de Thracische mythologie
- Thoth in de Egyptische mythologie
- Inanna in de Sumerische mythologie (secundaire associatie)
- Nanna in de Akkadische mythologie
- Hubal in de Arabische mythologie
- Artemis van Efeze in de Anatolische mythologie (secundaire associatie)
- Selene en maagd Artemis in de Griekse mythologie
- Luna was in de Romeinse mythologie de afspiegeling van Selene en vervolgens Juno.
- Cailleach was in de Keltische mythologie eerst Almoeder en dan maangodin.
- Máni in de Oudnoorse mythologie
- Tecciztecatl in de Azteekse mythologie
- Mama Quilla in de Inca-mythologie
- Maanmoeder Jacy, oppergeest en beschermer Tupā bij een indianenvolk, schreef Mangoré
- Tarqeq in de Inuit-mythologie
- Chang'e (taiyin xingjun/太阴星君) is een taoïstische godin van de Maan.
- Eveneens onsterfelijke Wu Gang, een man, op de maan levend
- Varuna in de Hindoeïstische mythologie (secundaire associatie)
- De Grote Moedergodin, de belangrijkste godin die de gelovigen in wicca vereren, wordt gerepresenteerd door de maan.

## Zie ook

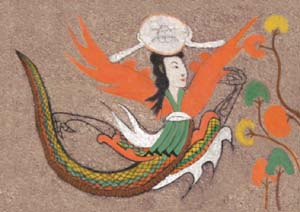
Myeongwol, Goguryeo-tijdperk, Korea